# حازم الشرع
حازم الشرع (زادهٔ ۱۹۷۵) یک سیاستمدار و وکیل سوری است که سرپرست آژانس سرمایه‌گذاری سوریه است. او برادر بزرگتر احمد الشرع، رئیس‌جمهور سوریه است.

## دوران اولیه زندگی و تحصیل
حازم الشرع در سال ۱۹۷۵ در خانواده حسین الشرع، اقتصاددان برجسته متولد شد. او در دانشگاه دمشق در رشته حقوق تحصیل کرد و در فوریه ۲۰۰۷ به عضویت کانون وکلای دمشق درآمد. او بعداً در ژانویه ۲۰۰۷ مدرک کارشناسی ارشد خود را در رشته علوم حقوقی و اقتصادی از دانشگاه بین‌المللی مصری آمریکایی گرفت و سپس در دسامبر ۲۰۱۳ مدرک دکترای خود را در همان رشته از همان مؤسسه دریافت کرد.

## شغل

### قبل از ۲۰۲۵
الشرع سمت‌های مختلفی در رابطه با مدیریت و فروش داشت، از جمله سمت‌هایی در پپسی‌کو در سوریه و عراق.

### پس از ۲۰۲۵
وجهه عمومی الشرع زمانی افزایش یافت که او در ۲ فوریه ۲۰۲۵ به عنوان بخشی از یک هیئت سوری به عربستان سعودی در کنار مقامات کلیدی دولتی به عنوان بخشی از اولین سفر بین‌المللی احمد الشرع به عنوان رئیس‌جمهور انتقالی سوریه ظاهر شد. حضور وی در این نشست بلندپایه دیپلماتیک، به ویژه ترتیبات صندلی وی در کنار اسعد حسن شیبانی، وزیر امور خارجه، منجر به گمانه‌زنی در مورد نقش دقیق وی در دولت شد.
الشرع در سفر هیئت سوری به ترکیه در ۴ فوریه ۲۰۲۵ دوباره ظاهر شد، او دوباره در کنار وزیر امور خارجه نشسته بود بدون اینکه اطلاعاتی در مورد نقش وی داشته باشد.
در ۱۳ فوریه ۲۰۲۵، الشرع در جلسه ای در دمشق بین احمد الشرع و هیئتی از شخصیت‌های سوری در کانادا حضور یافت.
الشرع قبل از این حضورها در اربیل، اقلیم کردستان عراق، عراق زندگی می‌کرد و قبلاً به دلیل دخالت سیاسی یا دیپلماتیک، چه قبل و چه پس از سقوط رژیم اسد، شناخته نشده بود.
در ۲۷ فوریه ۲۰۲۵، تجار سوری از ملاقاتی بین رئیس‌جمهور، احمد الشرع، و گروهی از سرمایه‌گذاران و رهبران تجاری سوری خبر دادند. برخی از شرکت کنندگان در بیانیه‌های خود از حازم الشرع به عنوان سرپرست «مدیر آژانس سرمایه‌گذاری» سوریه یاد کردند.